# Hãng ARM
ARM Holdings, tên đầy đủ là Advanced RISC Machines (ARM) Ltd., là một hãng thiết kế vi xử lý có trụ sở ở nước Anh. ARM Holdings được thành lập bởi Hermann Hauser vào năm 1990 và được niêm yết trên thị trường chứng khoán Luân Đôn với ký hiệu là ARM và trên sàn chứng khoán NASDAQ với ký hiệu là ARMHY. Hãng này nổi tiếng với họ vi xử lý kiến trúc ARM được dùng khá phổ biến trong các thiết bị nhúng và các ứng dụng cầm tay nhờ vào đặc tính ưu việt là ít tiêu thụ điện năng. Hầu hết máy điện thoại di động và máy PDA hiện nay đều có CPU theo kiến trúc ARM.
Không giống như các tập đoàn sản xuất vi xử lý khác như AMD, Intel, Motorola hay Hitachi, ARM chỉ thiết kế và bán các bản thiết kế của họ mà không sản xuất các vi mạch CPU hoàn chỉnh. Do vậy, có khoảng vài chục hãng sản xuất các bộ xử lý dựa trên thiết kế của ARM.

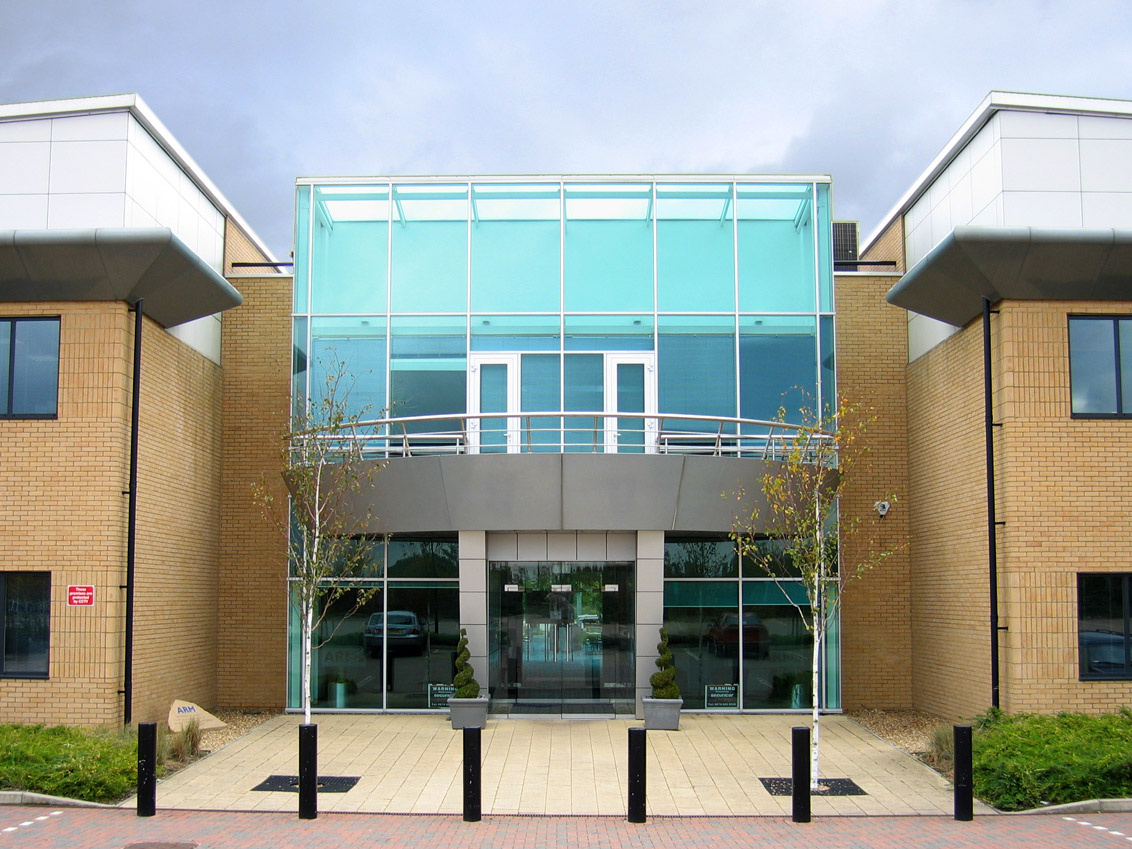
Trụ sở của ARM tại Cambridge

## Lịch sử

### Tên gọi
Từ viết tắt ARM được dùng lần đầu năm 1983 và ban đầu là viết tắt của "Acorn RISC Machine". Vi xử lý RISC đầu tiên của Acorn Computers first RISC được sử dụng trong Acorn Archimedes ban đầu và là một trong những bộ vi xử lý RISC đầu tiên được sử dụng trong các máy tính nhỏ. Tuy nhiên, khi công ty được thành lập vào năm 1990, là các chữ được đổi thành "Advanced RISC Machines", tên gọi đầy đủ của công ty là "Advanced RISC Machines Ltd." Tại thời điểm IPO năm 1998, công ty đã đổi tên thành "ARM Holdings", và thường được gọi tắt là ARM tương tự các vi xử lý.

### Thành lập
Công ty thành lập tháng 10/1990 với tên gọi Advanced RISC Machines Ltd và cơ cấu như là một liên doanh giữa Acorn Computers, Apple Computer (bây giờ là Apple Inc.) và VLSI Technology. Công ty mới nhằm đẩy mạnh sự phát triển của bộ vi xử lý Acorn RISC Machine, ban đầu được sử dụng trong Acorn Archimedes sau đó được Apple chọn cho dự án Newton của họ. Năm công ty có lợi nhuận đầu tiên là năm 1993. Văn phòng của công ty tại Silicon Valley và Tokyo được mở năm 1994. ARM đầu tư vào Palmchip Corporation năm 1997 để cung cấp hệ thống trên nền tảng chip và nhập vào thị trường ổ cứng. Năm 1998 công ty đổi tên từ Advanced RISC Machines Ltd thành ARM Ltd. Công ty IPO lên sàn London Stock Exchange và NASDAQ năm 1998 và tháng 1/1999, cổ phần của Apple đã giảm xuống còn 14.8%.
Năm 2010, ARM gia nhập với IBM, Texas Instruments, Samsung, ST-Ericsson và Freescale Semiconductor (bây giờ là NXP Semiconductors) thành lập một công ty phi lợi nhuận nguồn mở, Linaro.

### Thay đổi chủ sở hữu
Tập đoàn viễn thông Nhật Bản SoftBank Group đã đạt được thỏa thuận mua lại ARM ngày 18/7/2016, được sự chấp thuận của các cổ đông của ARM, định giá công ty ở 23,4 tỷ bảng Anh. Các giao dịch được hoàn tất vào ngày 5/9/2016.